# FC Ensdorf
Der FC Ensdorf (vollständiger Name: Fußballclub Ensdorf e. V. 1912) ist ein Sportverein aus Ensdorf im Landkreis Saarlouis. Die erste Fußballmannschaft spielt in der Bezirksliga Saarlouis. Zuvor spielte der Verein ein Jahr in der damals zweitklassigen Regionalliga Südwest und fünf Jahre in der damals drittklassigen Oberliga Südwest.

## Geschichte
Der FC Ensdorf wurde im Jahre 1912 gegründet. Im Jahre 1935 kam es zum Zusammenschluss aller örtlichen Vereine zum VfL Ensdorf. Nach dem Zweiten Weltkrieg wurde der FC Ensdorf neu gegründet.
Zwischen 1947 und 1951 spielte die Mannschaft in der Ehrenliga Saarland. Im Jahre 1963 gelang der Aufstieg in die nunmehr Amateurliga Saarland genannte Spielklasse. Mit einer fast ausschließlich aus Eigengewächsen bestehenden Mannschaft wurde der FC Ensdorf 1973 Meister der Amateurliga und stieg in die Regionalliga Südwest auf. Mit nur einem Saisonsieg (erzielt am 5. Spieltag mit einem 2:1 über die Sportfreunde Eisbachtal) bei 6 Unentschieden und 23 Niederlagen folgte der sofortige Wiederabstieg.
1978 verpasste der FC Ensdorf die Qualifikation für die Amateur-Oberliga Südwest. Als Meister der Verbandsliga Saarland stiegen die Ensdorfer 1979 in die Oberliga auf, erreichte aber nur Mittelfeldpositionen. Im Jahre 1982 gewann der FC Ensdorf durch einen 1:0-Sieg über die SV Elversberg den Saarlandpokal. Der Abstieg im Jahre 1983 konnte noch auf Anhieb korrigiert werden. Nach dem erneuten Abstieg im Jahre 1985 verabschiedete sich der Verein vom höherklassigen Fußball. Seit dem Abstieg im Jahre 2012 spielt der FC Ensdorf in der Kreisliga A. Dort gelang 2015 der Aufstieg in die Bezirksliga Saarlouis. Vor Beginn der Saison 2023/24 zog der Verein seine Herrenmannschaft aus der Bezirksliga Saarlouis zurück und nahm in dieser Spielzeit nicht am Spielbetrieb im Herrenbereich teil. Seit der Saison 2024/25 spielt die erste Mannschaft in der Kreisliga A Saar.
Der FC Ensdorf nahm zwei Mal am DFB-Pokal teil. In der Saison 1976/77 in der ersten Runde nach einer 0:1-Niederlage beim SC Victoria Hamburg aus. 1982/83 scheiterten die Ensdorfer in der ersten Runde mit 1:3 zu Hause gegen Union Solingen.
Auch im Nachwuchsbereich konnte der FC Ensdorf Erfolge feiern. So nahm die B-Jugend drei Mal an den deutschen Meisterschaften teil. 1981 erreichte die Mannschaft das Viertelfinale, wo sie gegen Eintracht Frankfurt ausschied. Dagegen schieden die Ensdorfer 1982 und 1984 jeweils im Achtelfinale aus. 1991 erreichte die A-Jugend den DFB-Jugend-Kicker-Pokal.

## Erfolge
- Saarlandpokalsieger 1982
- Aufstieg in die Regionalliga Südwest 1973
- Meister der Amateur-/Verbandsliga Saarland 1973, 1979

## Persönlichkeiten
- Herbert Martin